# Іван Труш (монета)
«Іва́н Труш» — ювілейна монета номіналом 2 гривні, випущена Національним банком України. Присвячена художнику, основоположнику реалістичного напряму в західноукраїнському живописі, мистецтвознавцю, літературно-художньому критику, видавцю Івану Івановичу Трушу. Автор ліричних серій пейзажів, прижиттєвих портретів І. Франка, В. Стефаника, Л. Українки, І. Нечуя-Левицького, П. Житецького, М. Драгоманова, М. Лисенка та багатьох інших, Іван Труш створив також близько 250 великих полотен, серед яких — картини: «Захід сонця в лісі», «Дніпро біля Києва», «Місячна ніч над морем», «Могила Тараса Шевченка в Каневі».
Монету введено в обіг 9 жовтня 2019 року. Вона належить до серії «Видатні особистості України».

## Опис та характеристики монети
| Номінал грн. | Метал      | Маса, грам | Діаметр, мм. | Якість виготовлення       | Гурт     | Тираж, штук |
| ------------ | ---------- | ---------- | ------------ | ------------------------- | -------- | ----------- |
| 2            | нейзильбер | 12,8       | 31           | спеціальний анциркулейтед | рифлений | 35 000      |

### Аверс

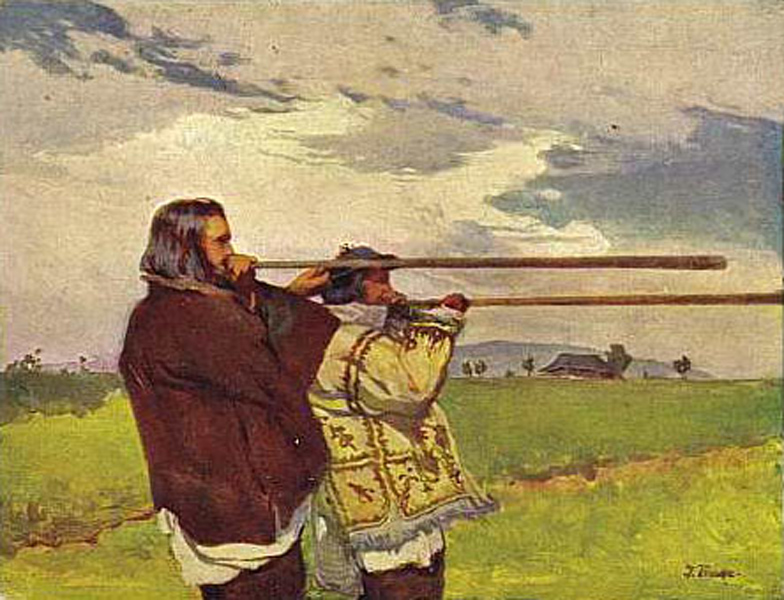
Картини Івана Труша «Трембітарі»

На аверсі монети розміщено: угорі: малий Державний Герб України, праворуч від якого — написи: «УКРАЇНА/2/ГРИВНІ/2019»; стилізоване зображення фрагмента картини Івана Труша «Трембітарі»; праворуч: факсиміле художника та логотип Банкнотно-монетного двору Національного банку України (унизу).

### Реверс
На реверсі монети на дзеркальному тлі палітри з пензлями зображено: портрет Івана Труша, ліворуч від якого написи — «ІВАН/1869–1941/ТРУШ».

## Автори

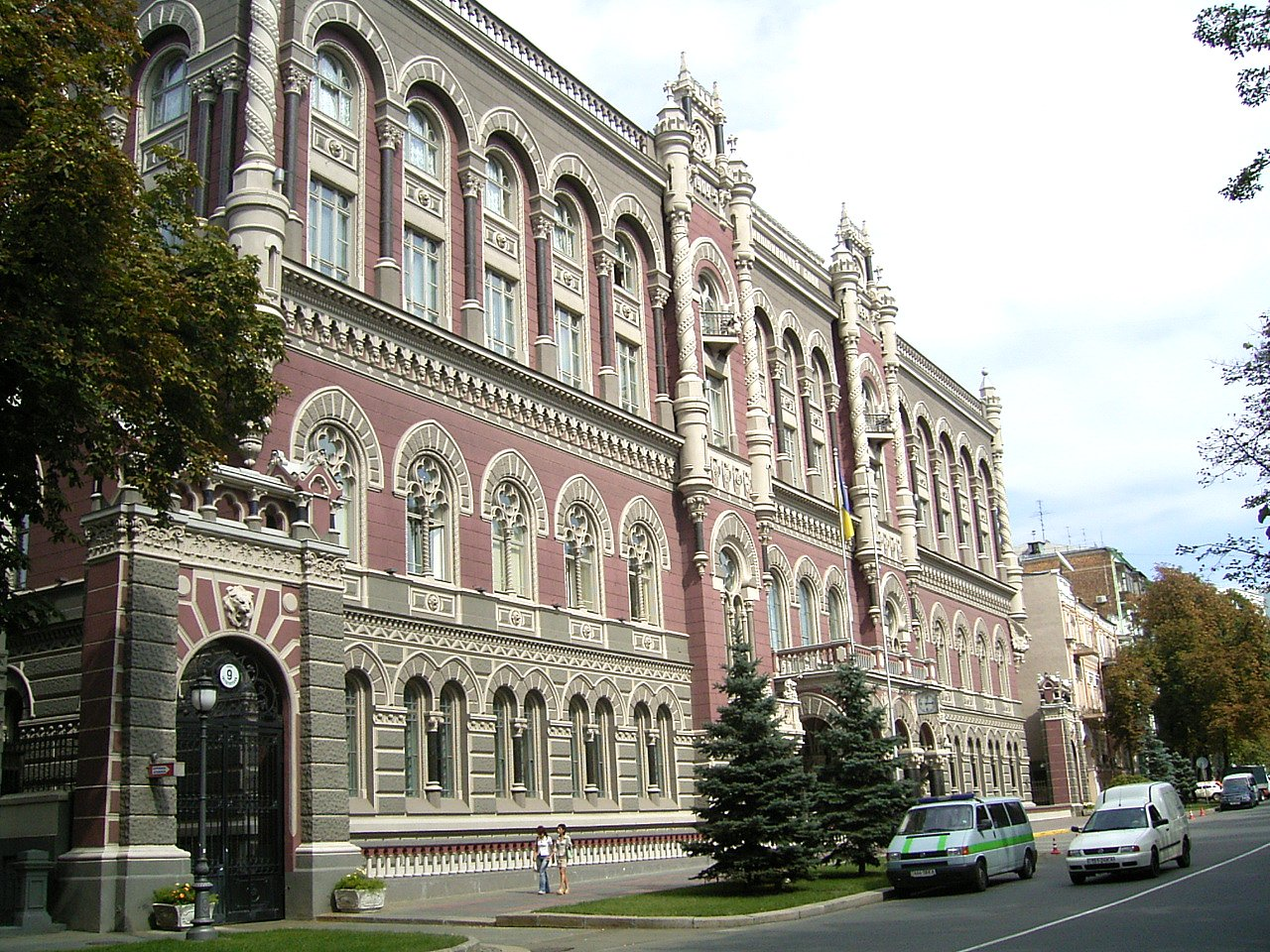
Будівля Національного банку України

- Художники: Таран Володимир, Харук Олександр, Харук Сергій.
- Скульптор — Атаманчук Володимир.

## Вартість монети
Під час введення монети в обіг 2019 року, Національний банк України реалізовував монету за ціною 41 гривня.
Фактична приблизна вартість монети, з роками змінювалася так:
| Рік        | 2020 | 2021 | 2022 | 2023 | 2024 | 2025 |
| ---------- | ---- | ---- | ---- | ---- | ---- | ---- |
| Ціна, грн. | 50   | 50   | 50   | 65   | 105  | 115  |